# Ochota
Ochota est un arrondissement de Varsovie.

## Lieux
- Place Artur Zawisza
- Place Gabriel Narutowicz